# Chiesa della Madonna del Rinfresco
La chiesa della Madonna del Rinfresco è un edificio religioso di Acri.

## Storia
La chiesa venne edificata dal parroco Giacomo De Piris nel 1521 a seguito dell'apparizione leggendaria ad un'anziana signora del luogo. Secondo il racconto, la donna raccontò che mentre andava a lavare il bucato al fiume si fermò per dissetarsi e, stanca dal troppo lavoro, invocò la Vergine, che le apparve e le chiese di scavare un pozzo proprio in quel luogo per benedire quella terra che era stata bagnata da troppo sangue umano. Cento anni prima infatti la città provò proprio in quel luogo il peggiore assedio della sua storia ad opera dell'esercito aragonese nel 1462, e proprio in quel luogo esisteva la Giudeica, l'antico quartiere ebraico. Sempre secondo la leggenda locale, inizialmente la donna raccontò la storia dell'apparizione al parroco, che dopo qualche titubanza iniziò i lavori: a poco più di un metro sgorgò acqua freschissima, limpidissima e abbondante; al pozzo con l'immagine della Vergine affluiva una grande quantità di popolo, dato che l'acqua era ritenuta miracolosa, e si faceva bere per prima ai bambini che erano portati in processione. Successivamente si eresse alla fine del 1540 la chiesetta, ma dell'originario splendore non rimase nulla a causa dell'incendio avvenuto a metà dell'Ottocento. La chiesa fu ricostruita ed ogni anno viene ripetuta la solenne celebrazione, con l'usanza di portare una bottiglia d'acqua ai propri cari o di berne un bicchiere chiedendo soccorso alla Madonna. Questa chiesetta è situata nei pressi del torrente Calamo e appartiene alla parrocchia di San Domenico di Acri.